# Chinami Yoshida
Chinami Yoshida (jap. 吉田 知那美 Yoshida Chinami; ur. 26 lipca 1991) – japońska curlerka, srebrna medalistka Zimowych Igrzysk Olimpijskich 2022, brązowa medalistka Zimowych Igrzysk Olimpijskich 2018.

## Kariera

### Drużyny[4]
| sezon     | skip             | trzecia         | druga        | otwierająca     |
| --------- | ---------------- | --------------- | ------------ | --------------- |
| 2013/2014 | Ayumi Ogasawara  | Yumie Funayama  | Kaho Onodera | Chinami Yoshida |
| 2014/2015 | Mari Motohashi   | Chinami Yoshida | Yūmi Suzuki  | Yurika Yoshida  |
| 2015/2016 | Satsuki Fujisawa | Chinami Yoshida | Yūmi Suzuki  | Yurika Yoshida  |
| 2016/2017 | Satsuki Fujisawa | Chinami Yoshida | Yūmi Suzuki  | Yurika Yoshida  |
| 2017/2018 | Satsuki Fujisawa | Chinami Yoshida | Yūmi Suzuki  | Yurika Yoshida  |
| 2018/2019 | Satsuki Fujisawa | Chinami Yoshida | Yūmi Suzuki  | Yurika Yoshida  |
| 2019/2020 | Satsuki Fujisawa | Chinami Yoshida | Yūmi Suzuki  | Yurika Yoshida  |
| 2020/2021 | Satsuki Fujisawa | Chinami Yoshida | Yūmi Suzuki  | Yurika Yoshida  |

## Życie prywatne
Chinami Yoshida jest siostrą innej japońskej curlerki, Yuriki Yoshidy.